# Ravine de l'Anse
La ravine de l'Anse est une ravine française de l'île de La Réunion, département d'outre-mer dans le sud-ouest de l'océan Indien. 

## Géographie
Intermittent, le cours d'eau auquel elle sert de lit coule du nord-nord-est vers le sud-sud-ouest avant de se jeter dans l'océan Indien. Ce faisant, elle sert de frontière aux communes de Saint-Pierre à l'ouest et Petite-Île à l'est.
De 7,9 km de longueur, la Ravine de L'anse prend sa source à 830 m d'altitude, au sud-ouest de Piton Bloc (998 m), et au nord du Piton des Govaves (747 m). Puis elle passe à l'est du Piton de Mont Vert (636 m).

### Communes et cantons traversés
La ravine de l'Anse constitue la limite entre les deux communes de Saint-Pierre et Petite-Île, dans les canton de Saint-Pierre-1 et canton de Petite-Île, dans l'arrondissement de Saint-Pierre.

### Toponymes
Elle a donné son hydronyme aux deux lieux-dits ou villages de Anse-les-Bas et Anse-les-Hauts sur la commune de Petite-Île.

### Bassin versant
Son bassin versant est encadré à l'est par celui de la Ravine du Pont sur Petite-Île et à l'ouest de la Ravine des Cafres sur Saint-Pierre. La Ravine de l'Anse traverse une seule zone hydrographique 'Le Tampon et Saint-Pierre' (4062).

## Affluents
La Ravine de l'Anse n'a pas d'affluents référencés au SANDRE.
Néanmoins Géoportail signale plusieurs sources qui rejoignent le cours d'eau telles la Source Vivier, la Source Bois l'Eau et les Sources Petit Cana sur Petite-Île.
Son rang de Strahler est donc de deux.